# 徐灝 (明朝)
徐灏（？年—？年），號莼园，浙江杭州府钱塘县籍德清县人。明末政治人物。

## 生平
天啓七年（1627年）丁卯科浙江乡试第六十五名舉人，崇祯七年（1634年）甲戌科三甲三十五名进士，工部观政，本年六月授湖广武陵县知县。

## 家族
曾祖徐行可，光禄寺署丞；祖徐彦鲤，生员；父徐嘉瑞，生员。祖母胡氏，年二十餘就守寡，抚养三代人，年老时，还总是先于诸孙媳妇操劳。徐灏在崇祯年间为她请求建立牌坊